# Szücs Adrienn
Szücs Adrienn (Győr, 1990. szeptember 28. –) labdarúgó, hátvéd. Jelenleg a Győri Dózsa labdarúgója.

## Pályafutása

### Klubcsapatban
A Győri ETO csapatában kezdte a labdarúgást. 2007-ben igazolt a Győri Dózsa együtteséhez, ahol 2009-ben a magyar kupadöntős csapat tagja volt. A 2009–10-es idényben bronzérmet szerzett a csapattal.

## Sikerei, díjai
- Magyar bajnokság
  - 3.: 2009–10
- Magyar kupa
  - döntős: 2009